# Pluralismus (Politik)
Pluralismus, verstanden als empirischer Begriff der Politikwissenschaft, beschreibt den Umstand, dass in einer politischen Gemeinschaft eine Vielzahl freier Individuen und eine Vielfalt von gesellschaftlichen Kräften respektiert werden, die in einem Wettbewerb untereinander stehen. Die Vielfalt zeigt sich in konkurrierenden Verbänden und in Meinungen, Ideen, Werten und Weltanschauungen Einzelner.
Pluralismus als normative politische Idee bedeutet, dass dieser Wettbewerb unterschiedlicher und entgegengesetzter Interessen als legitim anerkannt und als wünschenswert betrachtet wird. Keiner gesellschaftlichen Gruppe darf erlaubt werden, anderen ihre Überzeugung aufzuzwingen. Das würde die prinzipielle Offenheit pluralistischer Gemeinschaften gefährden.
In einer pluralistischen Gesellschaft wird es in der Regel kein absolutes Machtzentrum geben, Macht wird auf verschiedene Institutionen verteilt. Entscheidungsbefugnis kann zudem nur auf Zeit an einzelne Personen delegiert werden. Minderheiten stehen unter Schutz und abweichende Meinungen haben einen legitimen Platz in einer pluralistischen Gesellschaft.

## Als empirische Theorie
Als Klassiker der Pluralismustheorie wird der US-Politikwissenschaftler Robert Alan Dahl angesehen. In seinem Who Governs? (1961), einer Fallstudie über politische Entscheidungs- und Beteiligungsprozesse in der Stadtgemeinde New Haven (Connecticut), beschrieb er eine Struktur der „Polyarchie“. 
Der US-Soziologe Charles Wright Mills (1916–1962) veröffentlichte 1956 sein Buch Die Machtelite und schrieb darin, die US-Gesellschaft sei von einer Machtelite beherrscht. Er analysierte, wie politische, militärische und wirtschaftliche Eliten dabei zusammenarbeiteten.
In neuerer Zeit wird die Untersuchung der Eliten im Power Structure Research geleistet.
Ein ähnliches Bild entwirft Franz Neumann in seiner Analyse Behemoth der Gesellschaft Deutschlands zur Zeit der Herrschaft des Nationalsozialismus. Nach Neumann krankt das normative Konzept des Pluralismus daran, dass das wirkliche Funktionieren, d. h. zum Hervorbringen von allgemeinverbindlichen Entscheidungen über das Gesamtsystem, eine grundsätzliche Konkordanz der Gruppeninteressen voraussetze.
Ein pluralistisches Bild der Gesellschaft der Bundesrepublik entwarfen zeitweise auch Soziologen wie Erwin Scheuch und Helmut Schelsky mit seiner These von der nivellierten Mittelstandsgesellschaft oder René König, wenn er herausstellt:

„die Dichte der in der industriellen Gesellschaft vorhandenen sozialen Beziehungen stellt sich vor allem als soziale Verflechtung dar, die Hand in Hand geht mit der sozialen Differenzierung, aus der eine Pluralität von Schwerpunkten entsteht.“

Diese Sichtweise gelte in zugespitzter Weise auch für den Staat, der nicht als über den Gruppen stehend gesehen wird, sondern im Extremfall eine Gruppe unter vielen darstellt und von diesem Wechselspiel der Interessen geprägt werde.
Der marxistischen Tradition folgend stellte Urs Jaeggi dem Bild der pluralistischen das der antagonistischen Gesellschaft gegenüber, die von Machtungleichgewichten und Beziehungen der politischen Über- und Unterordnung geprägt sei. Die Vertreter der Pluralismus-These hätten versäumt, ihr normativ geprägtes Gesellschaftsbild mit den bereits verfügbaren Daten über die weit verbreitete soziale Ungleichheit, wie etwa der Einkommensverteilung, zu konfrontieren.

## Als normative Konzeption
Neumann sah den Ursprung der pluralistischen Auffassung in Otto von Gierkes Darstellung der deutschen Rechtsgeschichte, die er als eine merkwürdige Kombination des reformistischen Syndikalismus Proudhons mit neo-thomistischen Soziallehren verstand. Teile daraus wurden vom Rechtshistoriker Frederic Maitland sowie von Ernest Barker ins Englische übersetzt und machten in der anglo-amerikanischen Staatstheorie Karriere. Gierkes Theorie der realen Verbandspersönlichkeit wurden vom Kirchenhistoriker Figgis im Kirchenrecht aufgegriffen sowie von A. D. Lindsay im Arbeitsrecht.

„Wir betrachten den Staat nicht so sehr als einen Zusammenschluß von Individuen in ihrem gemeinschaftlichen Leben; wir betrachten ihn vielmehr als einen Zusammenschluß von Individuen, welche bereits in verschiedenen Gruppen zu einem weitergehenden und umfassenderen Zweck vereinigt sind.“

Die Staatstheorie des Nationalsozialismus verlieh dem Pluralismus im Hinblick auf die politischen Verhältnisse in der Weimarer Republik einen stark negativ-polemischen Wertakzent:

„Die Auslieferung der Politik an die gesellschaftlichen Mächte – und das ist in Zeiten des Hochkapitalismus stets eine vernebelnde Bezeichnung für die Wirtschaftsmächte – bedeutet die Einbeziehung des Politischen in eine Ebene ohne den Rang, der erst Politik ermöglicht. Zusammenfassend läßt sich feststellen, daß unter der Geltung der Weimarer Verfassung der deutsche Staat zugrunde ging, weil er zum Raub des gesellschaftlichen Pluralismus wurde.“

Carl Schmitt und sein Schüler Ernst Forsthoff stellten in ihren Werken die These auf, dass die Forderung nach politischem Pluralismus und Parlamentarismus abzulehnen sei und ein starker Staat, der kompromisslos das Führerprinzip verwirkliche, an dessen Stelle treten sollte.
Nach dem Zweiten Weltkrieg hat Ernst Fraenkel den Pluralismus, verstanden als „ein Strukturelement der freiheitlich-rechtsstaatlichen Demokratie“, dem Totalitarismus schlechthin gegenübergestellt.

„Eine jede pluralistische Demokratie geht davon aus, daß, um funktionieren zu können, sie nicht nur Verfahrensvorschriften und Spielregeln eines fair play, sondern auch einen allgemein anerkannten Wertkodex bedarf, der ein Minimum abstrakter regulativer Ideen generellen Charakters enthalten muß; sie glaubt jedoch nicht, daß in politisch relevanten Fällen diese regulativen Ideen ausreichend konkret und genügend substantiiert zu sein vermögen, um für die Lösung aktueller politischer Probleme unmittelbar verwendungsfähig zu sein. Der Pluralismus beruht vielmehr auf der Hypothese, in einer differenzierten Gesellschaft könne im Bereich der Politik das Gemeinwohl a posteriori als das Ergebnis eines delikaten Prozesses der divergierenden Ideen und Interessen der Gruppen und Parteien erreicht werden, stets vorausgesetzt, um dies der Klarheit wegen zu wiederholen, daß bei deren Zusammen- und Widerspiel die generell akzeptierten, mehr oder weniger abstrakten regulativen Ideen sozialen Verhaltens respektiert und die rechtlich normierten Verfahrensvorschriften und die gesellschaftlich sanktionierten Regeln eines fair play ausreichend beachtet werden.“

Für diese pluralistische Staatsauffassung ist ein offener und fairer Wettbewerb der Interessen und Meinungen also ein konstitutives Strukturprinzip der Demokratie; auf diesem Wege soll nach Kompromissen gesucht werden, die nach mehrheitlicher Ansicht gerecht sind.
Nach Jürgen Habermas  erfolge  ein notwendiger Ausgleich der unterschiedlichen Interessen als Diskurs und Diskussionsprozess (Deliberative Demokratie) z. B. mit der Möglichkeit formal geregelter Konflikte, die auf Kompromiss oder Einsicht abzielen. Voraussetzung ist, dass über die Spielregeln, unter denen der Konflikt der verschiedenen Interessen ausgetragen wird und die Teil des oben genannten, allgemeinsten Normensystems sind, ein einsehbarer Konsens besteht. Außerdem ist wichtig, dass kein relevantes Interesse vom „Markt des Ausgleichs“ ausgeschlossen ist. Dies ist idealtypisch und nicht stets gewährleistet (siehe Politikverdrossenheit).
Samuel P. Huntington führte den von verschiedenen Seiten kritisierten Begriff Kampf der Kulturen (The Clash of Civilizations, New York, 1996) in die Debatte ein: Während die westlichen Zivilisationen und ihre seiner Meinung nach liberalen Regierungen nach eigenen Angaben den demokratischen Pluralismus in immer mehr Weltregionen durchsetzen wollten, würde vor allem von Meinungsführern und Regierungspolitikern in afrikanischen, lateinamerikanischen, asiatischen und islamischen Gesellschaften eine andere Art von Pluralismus eingefordert, auf dessen Grundlage einige totalitäre, islamische Staaten sich Hinweise auf Menschenrechtsverletzungen mit dem Postulat verbitten, sie seien gleichberechtigte Systeme, über deren Innenpolitik von außen kein Urteil gefällt werden dürfe. Andere Länder würden auf Menschenrechte verweisen, wie das Recht auf Arbeit und Auskommen, die nicht automatisch zum allgemein anerkannten Kanon der Menschenrechte gehören. Die Frage, ob die Allgemeine Erklärung der Menschenrechte der UNO für alle Menschen gilt und einen grundsätzlichen politischen und sozialen Pluralismus gewährleisten kann, ist strittig. Der von Huntington skizzierte pluralistische Gegenentwurf zum System universeller Werte wird als Kulturrelativismus bezeichnet. Demnach könnten kulturelle Verhaltensformen nur im Rahmen der jeweiligen Kultur, also im Licht des dazugehörigen Sozial-, Wertesystems und Kulturverständnisses, bewertet werden.